# رضا حبیبی

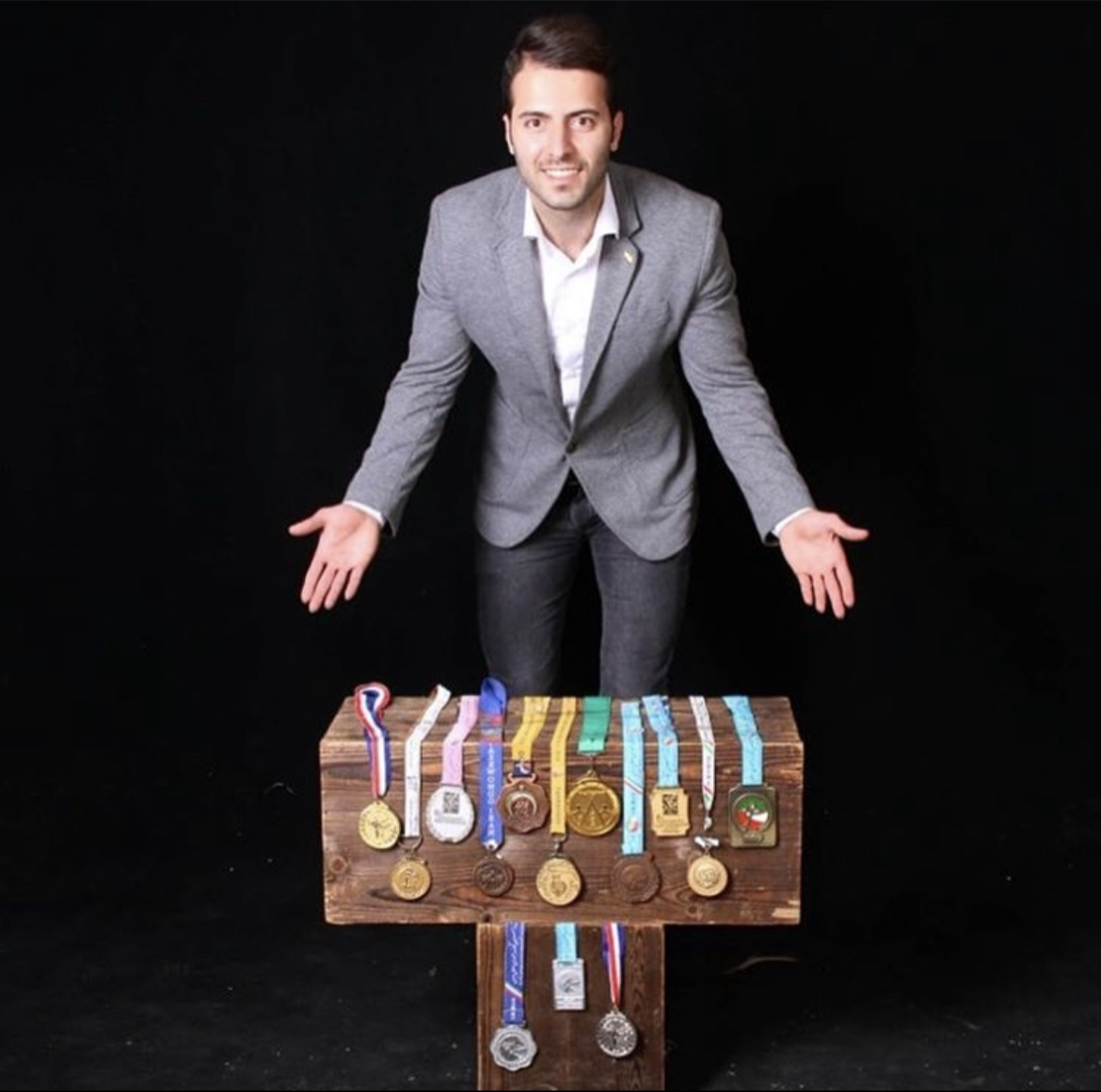

رضا حبیبی(زادهٔ ۱۳۶۹ ساری) تکواندوکار ایرانی است که از سال ۱۳۸۷ به صورت حرفه ای در این زمینه فعالیت میکند. وی برنده مدال برنز مسابقات ارتش های جهان در سال ۲۰۱۳ و مقام اول و دوم تیمی جام باشگاه های آسیا در وزن ۶۳ کیلوگرم در سال های ۲۰۱۴ و ۲۰۱۵ است. او همچنین از اعضای سابق تیم ملی تکواندوی ایران  بوده و سابقه فعالیت در تیم های لیگ برتری همچون مس کرمان و دانشگاه آزاد اسلامی را نیز دارد.

## نشان‌ها
- - نشان برنز ارتشهای جهان ایران ۲۰۱۳ [۱]
- نشان طلای جام باشگاه های آسیا ۲۰۱۴ [۲]
- نشان نقره جام باشگاه های آسیا ۲۰۱۵
- نشان طلای مسابقات تاجیکستان ۲۰۱۶
- نشان طلای مسابقات گرجستان ۲۰۱۸